# Seznam hokejistů draftovaných týmem Phoenix Coyotes

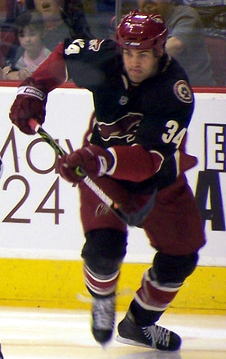
Daniel Winnik který byl draftován z 265. místa v roce 2004.

Toto je kompletní seznam hokejistů, kteří byli draftováni v NHL do týmu Phoenix Coyotes. To zahrnuje každého hráče, který byl draftován, bez ohledu na to, zda hrál za tým.

## Draft 1. kola

### Historie prvního kola
| † | Hráč který byl vybrán do hokejové síně slávy | Hráč který byl vybrán do hokejové síně slávy | Hráč který byl vybrán do hokejové síně slávy |
| * | Draftován z 1. místa                         | Draftován z 1. místa                         | Draftován z 1. místa                         |
| ≠ | Hráč který neodehrál žádný zápas v NHL       | Hráč který neodehrál žádný zápas v NHL       | Hráč který neodehrál žádný zápas v NHL       |

| Rok  | Místo | Hráč                 | Pozice               | Stát    | Předchozí tým (liga)             |
| ---- | ----- | -------------------- | -------------------- | ------- | -------------------------------- |
| 1996 | 11    | Dan Focht            | Obránce              | Kanada  | Tri-City Americans (WHL)         |
| 1996 | 24    | Daniel Briere        | Centr a pravé křídlo | Kanada  | Drummondville Voltigeurs (QMJHL) |
| 1998 | 14    | Patrick DesRochers   | Brankář              | Kanada  | Sarnia Sting (OHL)               |
| 1999 | 15    | Scott Kelman≠        | Centr                | Kanada  | Seattle Thunderbirds (WHL)       |
| 1999 | 19    | Kiril Safronov       | Obránce              | Rusko   | SKA Petrohrad (RSL)              |
| 2000 | 19    | Krys Kolanos         | Centr                | Kanada  | Boston College (NCAA)            |
| 2001 | 11    | Fredrik Sjöström     | Pravé a levé křídlo  | Švédsko | Frölunda HC (Elitserien)         |
| 2002 | 19    | Jakub Koreis≠        | Centr                | Česko   | HC Lasselsberger Plzeň (ČR)      |
| 2002 | 23    | Ben Eager            | Levé křídlo          | Kanada  | Oshawa Generals (OHL)            |
| 2004 | 5     | Blake Wheeler        | Pravé křídlo         | USA     | Breck Mustangs (USHL)            |
| 2005 | 17    | Martin Hanzal        | Centr                | Česko   | HC České Budějovice (1.ČR)       |
| 2006 | 8     | Peter Mueller        | Obránce              | USA     | Everett Silvertips (WHL)         |
| 2006 | 29    | Chris Summers        | Obránce              | USA     | University of Michigan (NCAA)    |
| 2007 | 3     | Kyle Turris          | Centr                | Kanada  | Burnaby Express (BCHL)           |
| 2007 | 30    | Nick Ross≠           | Obránce              | Kanada  | Regina Pats (WHL)                |
| 2008 | 8     | Mikkel Boedker       | Pravé a levé křídlo  | Dánsko  | Kitchener Rangers (OHL)          |
| 2008 | 28    | Viktor Tichonov      | Centr a pravé křídlo | Rusko   | Severstal Čerepovec (RSL)        |
| 2009 | 6     | Oliver Ekman-Larsson | Obránce              | Švédsko | Leksands IF (HockeyAllsvenskan)  |
| 2010 | 13    | Brandon Gormley≠     | Obránce              | Kanada  | Moncton Wildcats (QMJHL)         |
| 2010 | 27    | Mark Visentin≠       | Brankář              | Kanada  | Niagara IceDogs (OHL)            |
| 2011 | 20    | Connor Murphy≠       | Obránce              | USA     | USNTDP (USHL)                    |
| 2012 | 27    | Henrik Samuelsson≠   | Pravé křídlo a centr | USA     | Edmonton Oil Kings (WHL)         |

### Celkový výběr
|  | Hráči kteří hráli nejméně jeden zápas v NHL |
|  | Hráči kteří si zahráli v NHL All-Star Game  |

| Rok  | Kolo | Místo | Hráč                   | Pozice               |
| ---- | ---- | ----- | ---------------------- | -------------------- |
| 1996 | 1    | 11    | Dan Focht              | Obránce              |
| 1996 | 1    | 24    | Danny Brière           | Centr                |
| 1996 | 3    | 62    | Per-Anton Lundstrom    | Obránce              |
| 1996 | 5    | 119   | Richard Lintner        | Obránce              |
| 1996 | 6    | 139   | Robert Esche           | Brankář              |
| 1996 | 7    | 174   | Trevor Letowski        | Centr                |
| 1996 | 8    | 200   | Nick Lent              | Pravé křídlo         |
| 1996 | 9    | 226   | Hubert Marc-Etienne    | Centr                |
| 1997 | 2    | 43    | Juha Gustafsson        | Obránce              |
| 1997 | 4    | 96    | Scott McCallum         | Obránce              |
| 1997 | 5    | 123   | Curtis Suter           | Obránce              |
| 1997 | 6    | 151   | Robert Francz          | Levé křídlo          |
| 1997 | 8    | 207   | Alex Andreyev          | Obránce              |
| 1997 | 9    | 233   | Wyatt Smith            | Centr                |
| 1998 | 1    | 14    | Patrick DesRochers     | Brankář              |
| 1998 | 2    | 43    | Ossi Väänänen          | Obránce              |
| 1998 | 3    | 73    | Pat O'Leary            | Centr                |
| 1998 | 4    | 100   | Ryan Van Buskirk       | Obránce              |
| 1998 | 5    | 115   | Jay Leach              | Obránce              |
| 1998 | 5    | 116   | Josh Blackburn         | Brankář              |
| 1998 | 5    | 129   | Robert Schnábel        | Obránce              |
| 1998 | 6    | 160   | Rickard Wallin         | Centr                |
| 1998 | 7    | 187   | Erik Westrum           | Centr                |
| 1998 | 8    | 214   | Justin Hansen          | Centr                |
| 1999 | 1    | 15    | Scott Kelman           | Centr                |
| 1999 | 1    | 19    | Kirill Safronov        | Obránce              |
| 1999 | 2    | 53    | Brad Ralph             | Centr                |
| 1999 | 3    | 71    | Jason Jaspers          | Centr                |
| 1999 | 4    | 116   | Ryan Lauzon            | Centr                |
| 1999 | 4    | 123   | Preston Mizzi          | Centr                |
| 1999 | 6    | 168   | Erik Lewerström        | Obránce              |
| 1999 | 8    | 234   | Goran Bezina           | Obránce              |
| 1999 | 9    | 262   | Alexej Litviněnko      | Obránce              |
| 2000 | 1    | 19    | Krystofer Kolanos      | Centr                |
| 2000 | 2    | 53    | Alexandr Tatarinov     | Pravé křídlo         |
| 2000 | 3    | 85    | Ramzi Abid             | Levé křídlo          |
| 2000 | 5    | 160   | Nate Kiser             | Obránce              |
| 2000 | 6    | 186   | Brent Gauvreau         | Centr                |
| 2000 | 7    | 217   | Igor Samojlov          | Obránce              |
| 2000 | 8    | 249   | Sami Venalainen        | Levé křídlo          |
| 2000 | 9    | 281   | Peter Fabuš            | Centr                |
| 2001 | 1    | 11    | Fredrik Sjöström       | Pravé křídlo         |
| 2001 | 2    | 31    | Matthew Spiller        | Obránce              |
| 2001 | 2    | 45    | Martin Podlešák        | Centr                |
| 2001 | 3    | 78    | Beat Forster           | Obránce              |
| 2001 | 5    | 148   | David Klema            | Centr                |
| 2001 | 6    | 180   | Scott Polaski          | Pravé křídlo         |
| 2001 | 7    | 210   | Steve Belanger         | Brankář              |
| 2001 | 8    | 243   | František Lukeš        | Levé křídlo          |
| 2001 | 9    | 273   | Severin Blindenbacher  | Obránce              |
| 2002 | 1    | 19    | Jakub Koreis           | Centr                |
| 2002 | 1    | 23    | Ben Eager              | Levé křídlo          |
| 2002 | 2    | 46    | David LeNeveu          | Brankář              |
| 2002 | 3    | 70    | Joe Callahan           | Obránce              |
| 2002 | 3    | 80    | Matt Jones             | Obránce              |
| 2002 | 4    | 97    | Lance Monych           | Pravé křídlo         |
| 2002 | 5    | 132   | John Zeiler            | Pravé křídlo         |
| 2002 | 6    | 186   | Jeff Pietrasiak        | Brankář              |
| 2002 | 7    | 216   | Ladislav Kouba         | Levé křídlo          |
| 2002 | 8    | 249   | Marcus Smith           | Obránce              |
| 2002 | 9    | 280   | Russell Spence         | Levé křídlo          |
| 2003 | 3    | 77    | Tyler Redenbach        | Centr                |
| 2003 | 3    | 80    | Dmitrij Pestunov       | Centr                |
| 2003 | 4    | 115   | Liam Lindstrom         | Centr                |
| 2003 | 6    | 178   | Ryan Gibbons           | Pravé křídlo         |
| 2003 | 7    | 208   | Randall Gelech         | Pravé křídlo         |
| 2003 | 8    | 242   | Eduard Lewandowski     | Levé křídlo          |
| 2003 | 9    | 272   | Sean Sullivan          | Obránce              |
| 2003 | 9    | 290   | Loic Burkhalter        | Centr                |
| 2004 | 1    | 5     | Blake Wheeler          | Pravé křídlo         |
| 2004 | 2    | 35    | Logan Stephenson       | Obránce              |
| 2004 | 2    | 50    | Enver Lisin            | Pravé křídlo         |
| 2004 | 4    | 103   | Roman Tománek          | Pravé křídlo         |
| 2004 | 4    | 119   | Kevin Porter           | Centr                |
| 2004 | 6    | 168   | Kevin Cormier          | Levé křídlo          |
| 2004 | 7    | 199   | Chad Kolarik           | Pravé křídlo         |
| 2004 | 8    | 240   | Aaron Gagnon           | Centr                |
| 2004 | 9    | 261   | Will Engasser          | Levé křídlo          |
| 2004 | 9    | 265   | Daniel Winnik          | Centr                |
| 2005 | 1    | 17    | Martin Hanzal          | Levé křídlo          |
| 2005 | 2    | 59    | Pier-Olivier Pelletier | Brankář              |
| 2005 | 4    | 105   | Keith Yandle           | Obránce              |
| 2005 | 5    | 148   | Anton Krysjanov        | Centr                |
| 2005 | 7    | 212   | Patrick Brosnihan      | Pravé křídlo         |
| 2006 | 1    | 8     | Peter Mueller          | Centr                |
| 2006 | 1    | 29    | Chris Summers          | Obránce              |
| 2006 | 3    | 88    | Jonas Ahnelöv          | Obránce              |
| 2006 | 5    | 130   | Brett Bennett          | Brankář              |
| 2006 | 5    | 131   | Martin Látal           | Levé křídlo          |
| 2006 | 5    | 152   | Jordan Bendfeld        | Obránce              |
| 2006 | 7    | 188   | Chris Frank            | Obránce              |
| 2006 | 7    | 196   | Benn Ferriero          | Centr                |
| 2007 | 1    | 3     | Kyle Turris            | Centr                |
| 2007 | 1    | 30    | Nick Ross              | Obránce              |
| 2007 | 2    | 32    | Brett MacLean          | Levé křídlo          |
| 2007 | 2    | 36    | Joel Gistedt           | Brankář              |
| 2007 | 4    | 103   | Vladimír Růžička       | Centr                |
| 2007 | 5    | 123   | Maxim Goncharov        | Obránce              |
| 2007 | 6    | 153   | Scott Darling          | Brankář              |
| 2008 | 1    | 8     | Mikkel Bødker          | Levé křídlo          |
| 2008 | 1    | 28    | Viktor Tichonov        | Pravé křídlo         |
| 2008 | 2    | 49    | Jared Staal            | Pravé křídlo         |
| 2008 | 3    | 69    | Michael Stone          | Obránce              |
| 2008 | 3    | 76    | Mathieu Brodeur        | Obránce              |
| 2008 | 4    | 99    | Colin Long             | Centr                |
| 2008 | 6    | 159   | Brett Hextall          | Brankář              |
| 2008 | 7    | 189   | Tim Billingsley        | Obránce              |
| 2009 | 1    | 6     | Oliver Ekman-Larsson   | Obránce              |
| 2009 | 2    | 36    | Chris Brown            | Centr                |
| 2009 | 3    | 91    | Michael Lee            | Brankář              |
| 2009 | 4    | 97    | Jordan Szwarz          | Pravé křídlo         |
| 2009 | 4    | 105   | Justin Weller          | Obránce              |
| 2009 | 6    | 157   | Evan Bloodoff          | Levé křídlo          |
| 2010 | 1    | 13    | Brandon Gormley        | Obránce              |
| 2010 | 1    | 27    | Mark Visentin          | Brankář              |
| 2010 | 2    | 52    | Phil Lane              | Pravé křídlo         |
| 2010 | 2    | 57    | Oscar Lindberg         | Centr                |
| 2010 | 5    | 138   | Louis Dominque         | Brankář              |
| 2011 | 1    | 20    | Connor Murphy          | Obránce              |
| 2011 | 2    | 51    | Alexander Ruuttu       | Centr a pravé křídlo |
| 2011 | 2    | 56    | Lucas Lessio           | Levé křídlo          |
| 2011 | 3    | 84    | Harrison Ruopp         | Obránce              |
| 2011 | 4    | 111   | Kale Kessy             | Levé křídlo          |
| 2011 | 5    | 141   | Darian Dziurzynski     | Levé křídlo          |
| 2011 | 6    | 155   | Andrew Fritsch         | Pravé křídlo         |
| 2011 | 7    | 196   | Zac Larraza            | Levé křídlo          |
| 2012 | 1    | 27    | Henrik Samuelsson      | Pravé křídlo a centr |
| 2012 | 2    | 58    | Jordan Martinook       | Centr                |
| 2012 | 3    | 88    | James Melindy          | Obránce              |
| 2012 | 4    | 102   | Rhett Holland          | Obránce              |
| 2012 | 5    | 148   | Niklas Tikkinen        | Obránce              |
| 2012 | 6    | 178   | Hunter Fejes           | Levé křídlo          |
| 2012 | 7    | 184   | Marek Langhamer        | Brankář              |
| 2012 | 7    | 208   | Justin Haché           | Obránce              |

## Souvislé články
- Seznam hokejistů draftovaných týmem Winnipeg Jets (1972–96)